# Wilhelmsbad

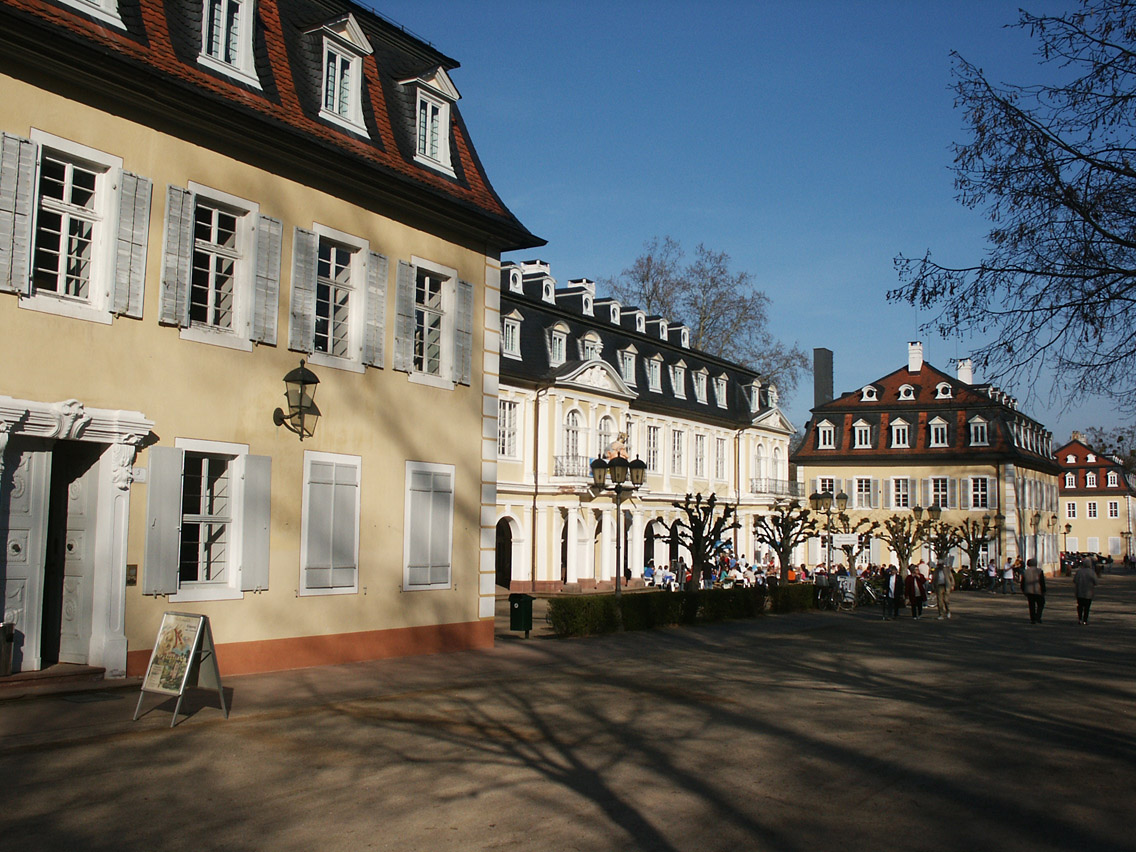
L'ancien palais des curistes à Wilhelmsbad.

Wilhelmsbad, situé dans la banlieue de la ville de Hanau, en Allemagne, est un lieu de cure célèbre dès le XVIIIe siècle. Wilhelmsbad fait partie du faubourg urbain nommé Kesselstadt et forme un véritable parc urbain géré par l'administration des Parcs et Châteaux de Hesse.

## Franc-maçonnerie
Le 16 juillet au 1er septembre 1782, eut lieu en cet endroit le convent général de Wilhelmsbad où fut rédigé, par 36 délégués de toute l'Europe dûment mandatés (et en particulier la franc-maçonnerie allemande et la franc-maçonnerie française), le Rite écossais rectifié. Les actes et documents furent écrits et conservés par le secrétaire francophone désigné pour ce convent, Jean-Baptiste Willermoz. Il y défendit le courant maçonnique du martinisme, alors qu'auparavant le frère Joseph de Maistre lui avait fait parvenir son célèbre Mémoire au duc de Brunswick, destiné au duc Ferdinand de Brunswick-Lunebourg, qui préside les ateliers de Wilhelmsbad, mais n'est pas suivi dans cette démarche par les autres délégués. 